# Giuseppe Giulietti (syndicaliste)
Pour les articles homonymes, voir Giuseppe Giulietti.
Giuseppe Giulietti (Rimini, 21 mai 1879 - Rome, 20 juin 1953) est un syndicaliste et un homme politique italien ; il est élu député en 1919 et en 1948.
Sa figure est considérée comme historiographiquement essentielle pour comprendre le syndicalisme maritime du début du vingtième siècle.

## Biographie

### Éducation et premières années de travail
Fils de Gaetano et Teresa Raffini, il est né dans une famille de pêcheurs pauvres de Rimini. Il est diplômé de l'Institut nautique et commence immédiatement à naviguer sur des navires marchands, d'abord comme matelot, puis comme marin et plus tard comme premier lieutenant.
Très jeune, pendant son service militaire dans la marine à Gênes et à La Spezia, il entre en contact avec les milieux anarchistes et socialistes de Ligurie. En 1903, lors de sa dernière année de service militaire, il commence à s'intéresser aux questions syndicales. Il se rapproche de la Fédération italienne des travailleurs de la mer (Federazione italiana dei lavoratori del mare - FILM)), créée quelques années auparavant, et commence à collaborer, écrivant même des articles pour des publications spécialisées. Il rejoint le parti socialiste italien (Partito Socialista Italiano - PSI).

### L'unification des syndicats de marins au FILM
Après seulement trois ans d'activité syndicale, il devient président du 2e congrès de la FILM en 1906. Dès son élection, il lance un slogan, « Dal comandante al mozzo » (du capitaine au garçon de cabine), qui résume l'idée, visionnaire à l'époque, que seule l'unification des différentes forces syndicales du secteur maritime garantirait l'efficacité des revendications. Même avec cet engagement, après sa démobilisation, Giulietti a repris sa carrière sur des navires marchands océaniques, gagnant son grade en progressant dans les étapes de la carrière, de troisième à premier officier. L'impossibilité d'accéder au commandement, en raison de l'opposition de son armateur qui ne voit pas d'un bon œil son activité syndicale, le décide à descendre à terre et à s'engager à plein temps. Selon Tanini, historien du FILM, Giulietti est sur le point de prendre le commandement d'un paquebot de la compagnie de navigation « Ligure Brasiliana », mais cette compagnie est vendue à l'armateur Emanuele Parodi qui lui propose un emploi de premier officier sur un cargo, proposition que Giulietti n'accepte pas.
Le 5 juillet 1909, il est initié à la franc-maçonnerie dans la loge Aurora Risen de Gênes, et le 11 mars 1910, il devient maître maçon.
En 1909, il est à la tête de la Ligue des équipages de machines (Lega del personale di macchina), l'année suivante il est admis à la fois au comité central du FILM et au conseil national de la Confédération générale du travail (Confederazione generale del lavoro - CGdL). En 1910, il obtient la fusion de l'association des officiers de la marine marchande (Associazione ufficiali della marina mercantile) dans la FILM. L'unité syndicale des gens de mer est réalisée en quatre ans seulement.

### Consolidation au sommet du FILM
En 1913, la FILM adopte un statut qui étend les pouvoirs du secrétaire. Cette même année, des conflits éclatent avec le Parti socialiste italien, qui va jusqu'à le placer sous enquête et le menacer d'expulsion. Il faut souligner que Giulietti n'a jamais permis l'ingérence de son propre parti politique ou d'autres partis dans les affaires internes du FILM. Tanini cite également Giulietti lui-même :
« Vous faites du socialisme à partir de paroles et donc fantastique et peu concluant, alors que je fais du socialisme à partir de faits, c'est-à-dire que je le fais réel. Ne me dérangez pas, sinon vous me forcerez à mettre l'arc sur vous. »
(Giuseppe Giulietti, cité dans Tanini, op.cit.)
Lorsque la Première Guerre mondiale éclate, il se range du côté de l'ensemble du FILM en faveur de l'intervention, car il voit dans la guerre une occasion d'encourager la montée du socialisme. Ses relations avec le PSI - qui soutient une position neutre - se détériorent, tandis que celles avec son ami de parti Benito Mussolini se resserrent, et Giulietti le soutient financièrement lorsqu'il est expulsé.

### La coopérative Garibaldi
Conformément à ses positions, au début de la guerre, Giulietti s'inscrit immédiatement comme officier volontaire dans la marine. Il combat en Méditerranée orientale depuis environ deux ans lorsqu'il est rappelé en Italie par le gouvernement avec la tâche de superviser la disponibilité effective des navires marchands, que les armateurs tentent de piéger. L'efficacité dont il fait preuve dans l'accomplissement de cette tâche et son interventionnisme permettent à Giulietti, qui a entre-temps repris la direction du FILM, d'obtenir des résultats importants. En premier lieu, l’État impose aux armateurs la déduction de 2 % des salaires des marins à destination de la FILM. Puis, en 1918, il crée à Gênes la première et unique coopérative de marins opérant dans l'armement et la gestion des navires. La coopérative Garibaldi (Cooperativa Garibaldi) - qui porte le nom du héros des deux mondes, un marin exceptionnel - en plus des contributions de ses membres, pouvait compter sur des subventions de l'État grâce aux mérites acquis par son fondateur et son principal dirigeant.

### L'entreprise de Fiume
Le 7 octobre 1919, Giulietti et le FILM détournent le paquebot Persia chargé d'armes (13 tonnes) destinées aux russes des Armées blanches (Armata Bianca), le débarquent à Fiume pour soutenir l'entreprise de Gabriele D'Annunzio et la Révolution d'Octobre, un geste qui lui vaut la sympathie de la gauche. Le soutien à l'entreprise de Fiume, dont le contraste avec les ploutocraties occidentales est souligné par le « Vate », est en fait un moyen pour Giulietti d'augmenter la pression sur le gouvernement et les armateurs en soulignant son caractère social, et est une occasion de se rapprocher d'Alceste De Ambris. En outre, Fiume est aussi l'occasion de désengager les composantes pro-monarchistes (dont Luigi Federzoni est l'un des principaux représentants) du vaste front du nationalisme italien : Giulietti amène au Kvarner (en italien : Quarnaro) les représentants des ouvriers qui, avec ceux de D'Annunzio et du capitaine Ferruccio Vecchi des Arditi, forment la faction « bolchévique » du mouvement nationaliste.
À son arrivée à Fiume, Giulietti noue de solides relations avec Gabriele D'Annunzio (qui rejoint le FILM) et se croit proche de la révolution socialiste tant attendue, à la cause de laquelle D'Annunzio lui-même s'est auparavant déclaré favorable. Mais les divisions au sein du PSI font qu'aucune insurrection ne se produit : en janvier 1920, Giulietti a écrit à D'Annunzio en lui proposant explicitement un plan de soulèvement socialiste, dirigé par le célèbre anarchiste Errico Malatesta et réalisé avec les troupes de Fiume et le FILM, mais le poète, après quelques hésitations, répondit qu'il resterait à Fiume. L'idée d'une véritable « marche sur Rome » passant par Trieste avait été conçue à Florence, où Giulietti avait réuni Malatesta, Giacinto Menotti Serrati (socialiste maximaliste) et Nicola Bombacci; Serrati refuse le soutien des socialistes à cette hypothèse, et Mussolini refuse également d'y adhérer. Le front bolchevique italien devient ainsi moins solide, et alors qu'Antonio Gramsci est impatient de rencontrer le « Vate » afin de vérifier avec lui les éventuelles similitudes de la doctrine de D'Annunzio avec le léninisme, celui-ci écrit à Giulietti son refus non explicite, précisant toutefois que « la vraie nouveauté de la vie n'est pas là où la doctrine de Lénine se perd dans le sang ». Le chardon bolchevique se transforme ici en une rose italienne : une rose d'amour".
Entre-temps, en novembre 1919, Giulietti a été élu député, le seul, dans les rangs du parti travailliste (Partito del lavoro). L'année suivante, à plusieurs reprises, Giulietti et le FILM manifestent un soutien concret à la cause de la révolution russe.

### Conflits avec Mussolini, fascisme et syndicats étrangers
Dans les premiers mois de 1921, la Chambre des députés vote contre la vente de cinq navires de guerre à la Coopérative Garibaldi et les armateurs commencent à rompre leurs engagements contractuels, mettant leurs intérêts à la merci du Parti national fasciste (Partito Nazionale Fascista - PNF). Ainsi commencent les affrontements entre Giulietti et Mussolini, les deux vieux amis. Plus d'une fois, Gabriele D'Annunzio est intervenu pour tenter de résoudre la crise. Au cours des trois années suivantes, durant lesquelles est enregistré l'attentat fasciste contre Giulietti à Saint-Marin le 7 septembre 1922, la crise se poursuit avec une alternance d'événements jusqu'à la mise sous administration du FILM en 1924. La tentative d'assassinat du capitaine en 1922 et les coups de pistolet tirés à l'assemblée de la FILM en janvier 1923 légitiment le gouvernement à prendre une position centrale dans la question du syndicat, et la position prise est favorable aux armateurs, qui veulent écarter Giulietti de la tête de la FILM. Entre-temps, le Corriere della Sera exprime la « crainte que Giulietti, grâce à Mussolini et D'Annunzio, ne conserve sa position de pouvoir et n'en profite pour poursuivre sa politique non nationale et très démagogique ». Maffeo Pantaleoni, pour sa part, attaque D'Annunzio dans les pages de La vita italiana, une publication périodique de Giovanni Preziosi, pour son association avec Giulietti, qu'il décrit comme « un franc et parfait scélérat », ainsi que « ignorant, médiocre et équivoque ».
Le marché du travail maritime de l'époque est caractérisé par une forte inégalité entre les différentes ressources humaines dans le contexte international ; La première conférence internationale des gens de mer, qui s'est tenue à Gênes en 1920, réunit les représentants d'une trentaine de pays qui doivent constater que, alors que l'on tente en vain d'introduire le principe des « 8 heures » dans la navigation, les armateurs peuvent engager des marins sud-asiatiques qui, depuis le milieu du XIXe siècle, coûtent entre un cinquième et un tiers de ce que coûtent les marins anglais. Dans les relations qui sont établies par la suite, Giulietti exhorte ses collègues indiens à ne pas confier leurs espoirs de croissance aux initiatives des armateurs ou des gouvernements, mais à croire plutôt en la force du mouvement ouvrier international : « les marins de chaque nation appartiennent à la même classe et nous luttons et travaillons pour unir tous les marins du monde »,.
Grâce à la médiation de Costanzo Ciano, les différends entre Mussolini et D'Annunzio sont réglés. Le poète a définitivement « largué » le capitaine qui, dans une lettre à Mussolini, avait la définition lyrique de « l'égout des égouts navals ». Giulietti tente de poursuivre son engagement syndical en fondant le Comité de défense des marins (Comitato di difesa marinara), mais il est mis dans l'impossibilité de mener à bien toute activité en août 1925. C'est alors que commence une persécution personnelle contre Giulietti, qui aboutit finalement à son arrestation le 26 novembre 1926.
L'enquête ouverte à son encontre ne révèle pas d'infraction administrative. Il est cependant envoyé en exil à Nuoro, dans l'attente du procès qui s'ouvre à Rome en novembre 1927 : Giulietti est acquitté des accusations de détournement de fonds et condamné pour les accusations politiques, pour lesquelles une amnistie est immédiatement accordée. Il poursuit son séjour en exil en Sardaigne, puis est transféré à Potenza et parvient finalement à rentrer à Rome en mars 1929 : mais, incapable de travailler, il est contraint d'accepter une subvention offerte par Mussolini pour subvenir à ses besoins et à ceux de sa famille.

### Activités après la fin de la guerre
Dès la chute du fascisme, Giulietti se met immédiatement au travail pour reconstruire le FILM, mais il se heurte à l'hostilité de la Confédération générale italienne du travail (Confederazione Generale Italiana del Lavoro - CGIL), qui l'accuse d'entretenir de bonnes relations avec Mussolini. Le souvenir de Giulietti des persécutions qu'il a subies est inutile : le 2 mai 1945, il est arrêté sous l'accusation d'être un espion fasciste. Il est acquitté au bout de quelques mois et, en 1946, il revient officiellement à la tête de la Coopérative Garibaldi et, après sa reconstitution, du FILM.
Dans les années suivantes, les contrastes avec la CGIL sont réglés, de sorte que Giulietti, d'abord en 1949, puis en 1952, fait partie de son comité exécutif. En 1948, il est élu à la Chambre des députés dans les rangs du Parti républicain italien (Partito Repubblicano Italiano - PRI).
Giuseppe Giulietti est mort à Rome le 20 juin 1953.